# Madžarovo
Madžarovo (búlgaro:Маджарово) é uma cidade e município da Bulgária, localizada no distrito de Haskovo. A sua população era de 590 habitantes segundo estimativa de 2010.

## População
Evolução da população da cidade de Madžarovo:
| Madžarovo | Madžarovo | Madžarovo | Madžarovo | Madžarovo | Madžarovo | Madžarovo | Madžarovo | Madžarovo | Madžarovo | Madžarovo | Madžarovo | Madžarovo | Madžarovo | Madžarovo | Madžarovo | Madžarovo | Madžarovo | Madžarovo | Madžarovo |
| --- | --------- | --------- | --------- | --------- | --------- | --------- | --------- | --------- | --------- | --------- | --------- | --------- | --------- | --------- | --------- | --------- | --------- | --------- | --------- |
| Ano | 1887      | 1910      | 1934      | 1946      | 1956      | 1965      | 1975      | 1985      | 1992      | 2001      | 2002      | 2003      | 2004      | 2005      | 2006      | 2007      | 2008      | 2009      | 2010      |
| População |           |           |           | …         | …         | …         | 1.947     | 2.003     | 1.716     | 741       | 731       | 688       | 676       | 663       | 648       | 637       | 617       | 596       | 590       |
| Fontes: Instituto Nacional de Estatísticas, „citypopulation.de“, „pop-stat.mashke.org“, Bulgarian Academy of Sciences |           |           |           |           |           |           |           |           |           |           |           |           |           |           |           |           |           |           |           |